# Saik'uz
Saik'uz (Stony Creek).- /u značenju “on the sand”/ Banda Carrier Indijanaca, naseljena u Britanskoj Kolumbiji, koja se sastojala od lokalnih skupina Nulkiwoten, koja dobiva ime po riječi nulki (=frog) i Tachickwoten (Tachick, Tatshikotin), što je došlo od Tachek 'grouse'. Saik'uz se danas sastoje od klanova nazivanih Nulki (Frog) i Tachek (Grouse). Obje bande potječu od plemena Tachiwoten (Stuart-Trembleur), te bi trebali biti istog porijekla kao i današnji Tl'azt'en i Yekooche. Ovi posljednji separirali su od grupe i 1994. stvorili samostalnu bandu, sada naseljenu na rezervatima Ye Koo Che I.R. No. 3, Ye-kooos-lee 11, Nan-tl'at 13 i Ucausley 16.
Članovi Saik'uza su, kako sami kažu, porijeklom iz sela Chinlac, koje je oko 1745. decimiralo pleme Chilcotin Indijanaca, selo nikada više nije bilo obnovljeno. Danas su oni članovi Carrier-Sekani tribal Councila. Žive na rezervatu Stony Creek I.R. No. 1, oko 14 kilometara južno od Vanderhoofa na Kenny Dam Rd. - Saik’uz First Nation ima jednog izabranog poglavicu i 7 vijećnika.

## Vanjske poveznice
- Saik'uz First Nation  Arhivirana inačica izvorne stranice od 28. rujna 2007. (Wayback Machine)